# Stefan Baldus
Stefan Baldus (* 16. August 1949 in Betzdorf) ist ein deutscher Politiker (CDU). Er war von 2003 bis 2009 als Staatssekretär in Thüringer Ministerien tätig.

## Leben
Von 1964 bis 1969 besuchte Baldus die Berufsschule der Deutschen Bundesbahn und absolvierte in dieser Zeit den Vorbereitungsdienst für den mittleren/gehobenen Verwaltungsdienst. 1969 ging Baldus zur Bundeswehr, wo er die Offizierslaufbahn einschlug, bis er 1992 in die Politik wechselte.
Baldus ist römisch-katholisch und verwitwet, jedoch inzwischen neu verheiratet.

## Politik
Seit 1988 ist Baldus Mitglied der CDU. Er war bis 2010 Vorsitzender des CDU-Kreisverbandes Wartburgkreis.
1992 wurde er zum Landrat des Landkreises Bad Salzungen gewählt. Nach dessen Auflösung 1994 übernahm er den Posten als Geschäftsführer der Entwicklungsgesellschaft Südwest-Thüringen mbH.
2003 wurde Baldus zum Staatssekretär im Thüringer Ministerium für Landwirtschaft, Naturschutz und Umwelt berufen. 2004 wechselte er in gleicher Funktion ins Thüringer Innenministerium, um im Jahr 2007 wieder in das Umweltministerium zurückzukehren. Nach der Landtagswahl in Thüringen 2009 wurde Baldus von Roland Richwien als Staatssekretär abgelöst.
Von 2010 bis 2015 war Stefan Baldus Geschäftsführer des Thüringer Bauernverbandes.